# Sarcococca hookeriana
Espèce
Classification APG III (2009)
Sarcococca hookeriana est une espèce d'arbuste de la famille des Buxacées, portant des fleurs très parfumées en hiver.
C'est une espèce originaire des zones montagneuses de l'Himalaya et du Shaanxi et du Hubei.

## Étymologie et nomenclature
L’espèce Sarcococca hookeriana a été décrite en 1859 par Henri Ernest Baillon dans Monographie des Buxacées et des Stylocérées 53–54.
Le nom de genre sarcococca est un terme composé formé de deux noms 1) sarco emprunté au grec σαρξ, σαρχος sarx, sarkhos « chair (de l’homme et des animaux) » et 2) cocca emprunté au grec κόκκος, kókkos « grain, baie », via le latin coccum.
L’épithète spécifique hookeriana est formé du nom propre Hooker et du suffixe -iana « appartenant à », dédié à William Jackson Hooker, botaniste, directeur des Jardins botaniques royaux de Kew.
Le genre Sarcococca a été créé par John Lindley en 1826. Dans la famille des Buxaceae, John Lindley introduisit ce nouveau genre, proche du genre Pachysandra créé pour des plantes nord-américaines. Selon Baillon, « Les Sarcococca (Lindley, 1826) sont des Pachysandra asiatiques dont la tige est ligneuse, et dont le péricarpe devient charnu, au lieu d’être sec comme dans les Buis et les Pachysandra »(Mono, p. 6). Le terme Sarcococca est probablement une allusion à ce péricarpe charnu du fruit.
Le nom chinois est 羽脉野扇花 yumai yeshan hua.

## Description
Sarcococca hookeriana est un petit arbuste à feuillage persistant, jusqu’à 3 m de haut (dans son aire d’origine) et de croissance très lente.
Les feuilles portées par un pétiole de 6–8 mm, ont un limbe lancéolé, oblancéolé, elliptique-lancéolé, oblong-lancéolé ou étroitement lancéolé, rarement elliptique de 5–8 cm de long sur 1,3–1,8 cm de large, vert foncé face supérieure, pubérulent le long de la nervure médiane, à apex acuminé.
L’inflorescence est un racème d’environ 1 cm. L’espèce est monoïque c’est-à-dire que des fleurs mâles et femelles distinctes sont portées par le même individu, en l’occurrence ici la même inflorescence. Les 5 à 8 fleurs mâles sont réparties dans la partie apicale du rachis ; elles portent 4 tépales internes largement elliptiques ou suborbiculaires, 4 étamines opposées aux tépales et avec un pistil stérile. Les fleurs femelles comportent 4-6 tépales, 2 ou 3 styles.
Sa floraison hivernale est très parfumée. Il développe une odeur de miel très puissante, perceptible à plusieurs mètres alentour.
Les fruits sont des drupes ovoïdes ou globuleuses, noires, à exocarpe charnu ou sous-sec; endocarpe fragile, contenant une à trois graines.
Elles sont matures au moment de la floraison.

## Aire de distribution et habitat
Cet arbuste est originaire de Chine (Chongqing, W Hubei, S Shaanxi, Sichuan, E Xizang, Yunnan), Afghanistan, Bhoutan, Inde du Nord-Est et Népal.
Il se rencontre dans les forêts entre 1 000 m et 3 500 m.

## Variétés

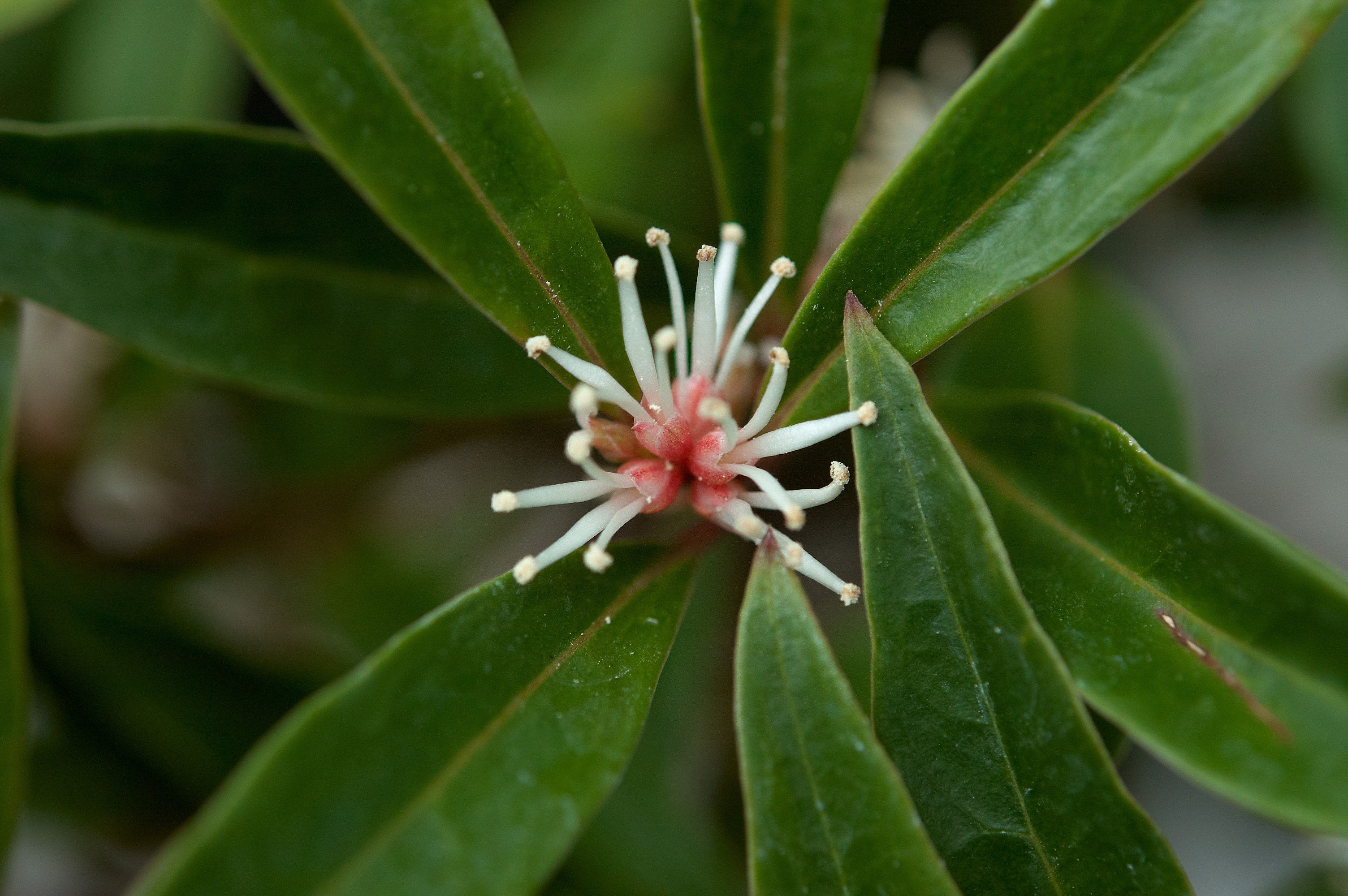
Sarcococca hookeriana var. digyna
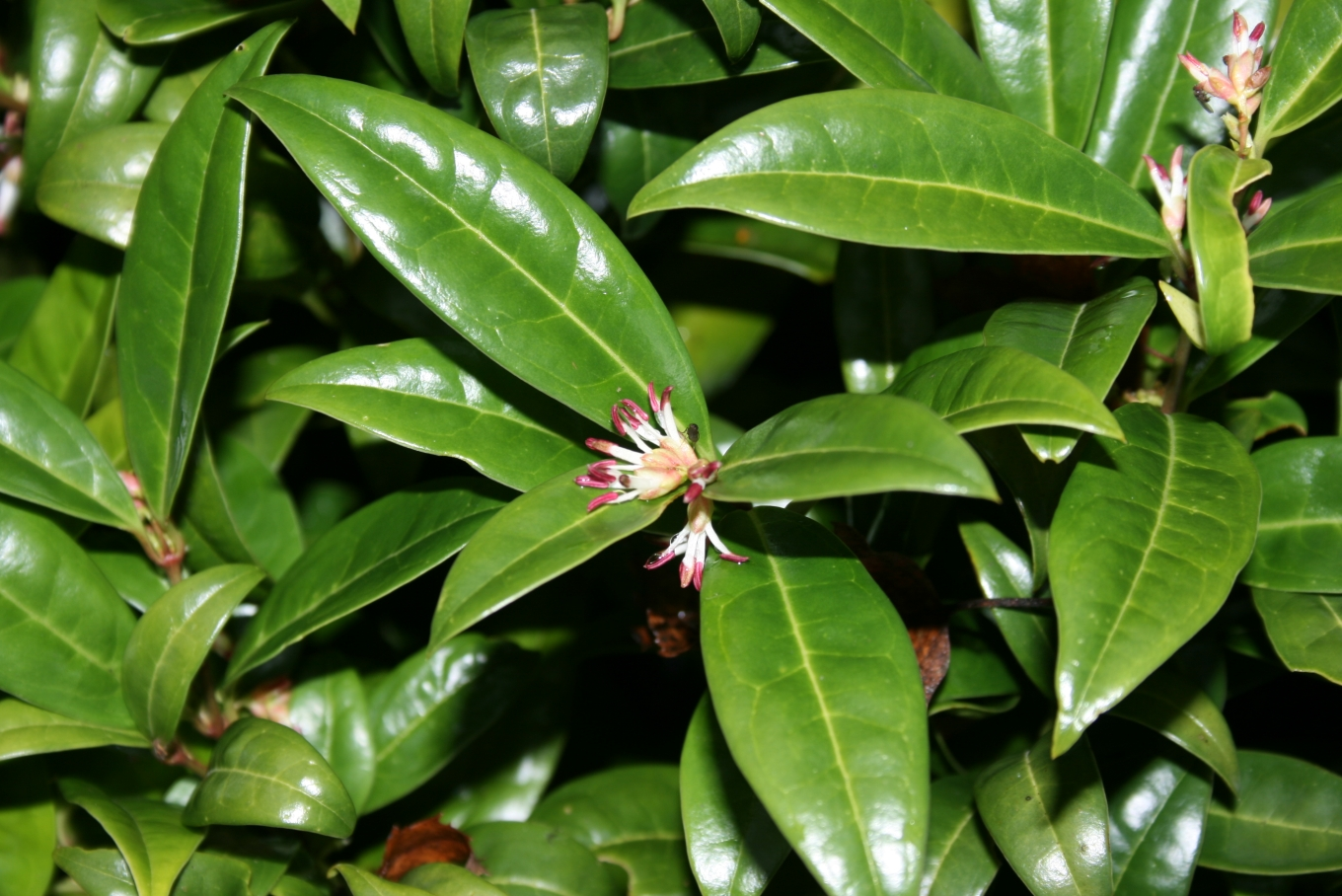
Sarcococca hookeriana var. humilis

Trois variétés sont répertoriées par Tropicos :
- Sarcococca hookeriana var. digyna Franchet, feuilles opposées ou subopposées, à l’apex des rameaux, 2 styles persistants ; Chine :  Chongqing, W Hubei, S Shaanxi, Sichuan, Yunnan.
- Sarcococca hookeriana var hookeriana, feuilles alternes, limbe lancéolé, 3 styles persistants
- Sarcococca hookeriana var. humilis Rehder & E.H. Wilson, port arrondi, de 1 m de haut, originaire de l’ouest de la Chine

## Phytochimie
Quatorze alcaloïdes stéroïdiens de type prégnane ont été isolés à partir d'extraits éthanoliques de Sarcococca hookeriana var. digyna. Certains des composés isolés ont montré des effets favorisant la biosynthèse des œstrogènes dans les cellules KGN ovariennes semblables à la granulosa ovarienne.

## Utilisation
Cette espèce, de très lent développement, à floraison hivernale et parfumée et supportant bien une situation ombragée, connaît une utilisation ornementale : les variétés digyna et humilis en particulier sont commercialisées. Cette dernière espèce peut résister à des températures de −15 °C à −20 °C.

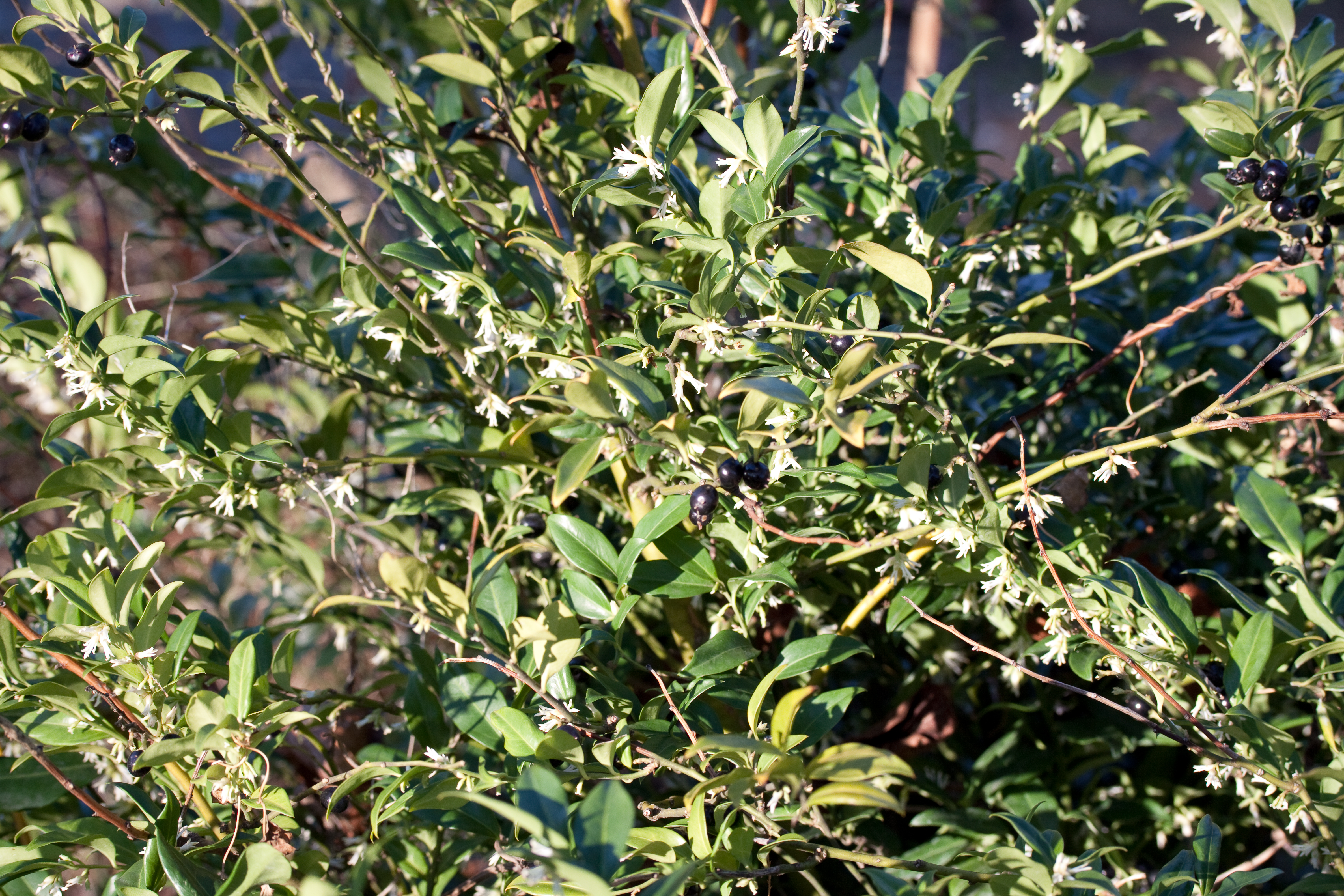
Vue générale en floraison
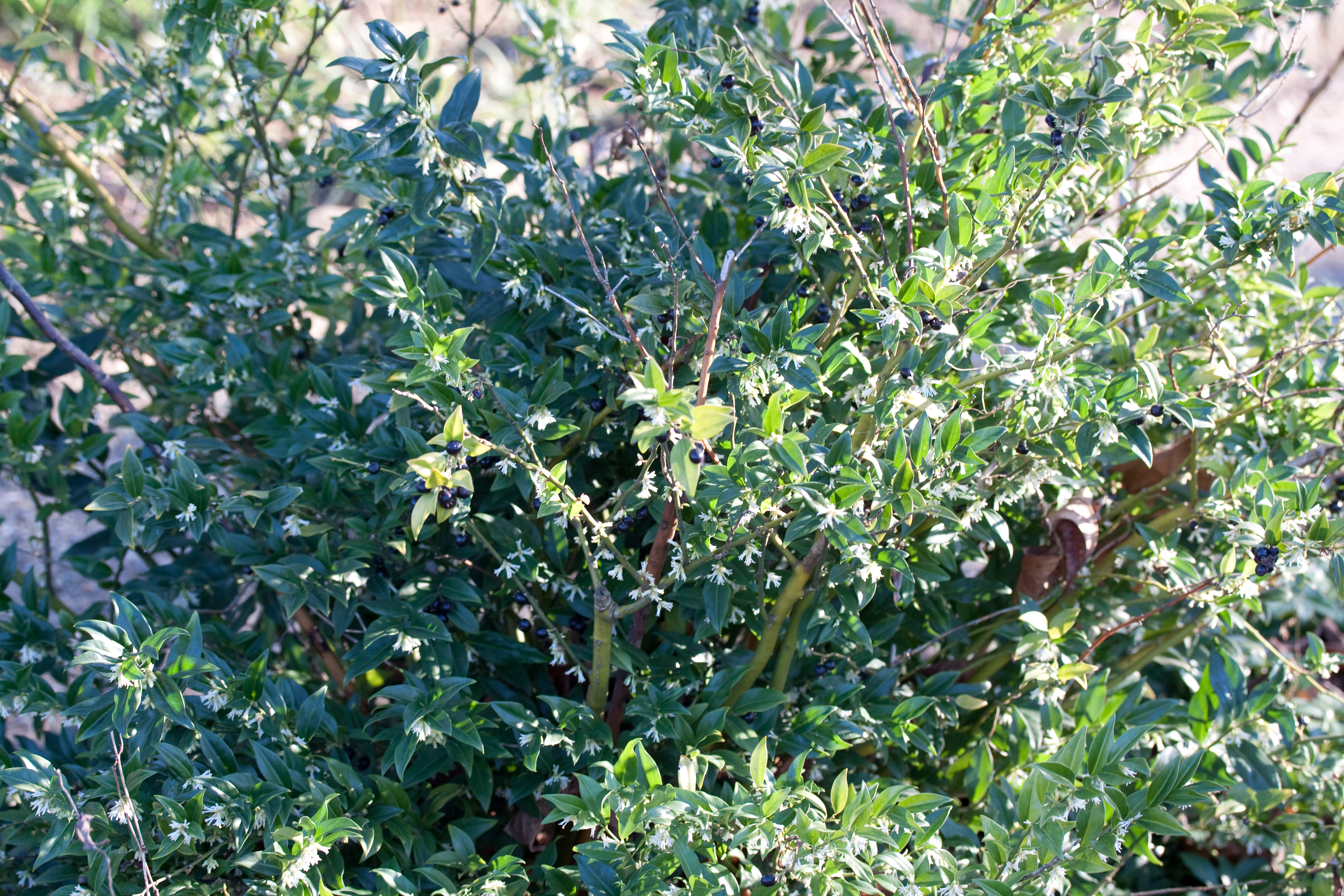
Vue générale en floraison
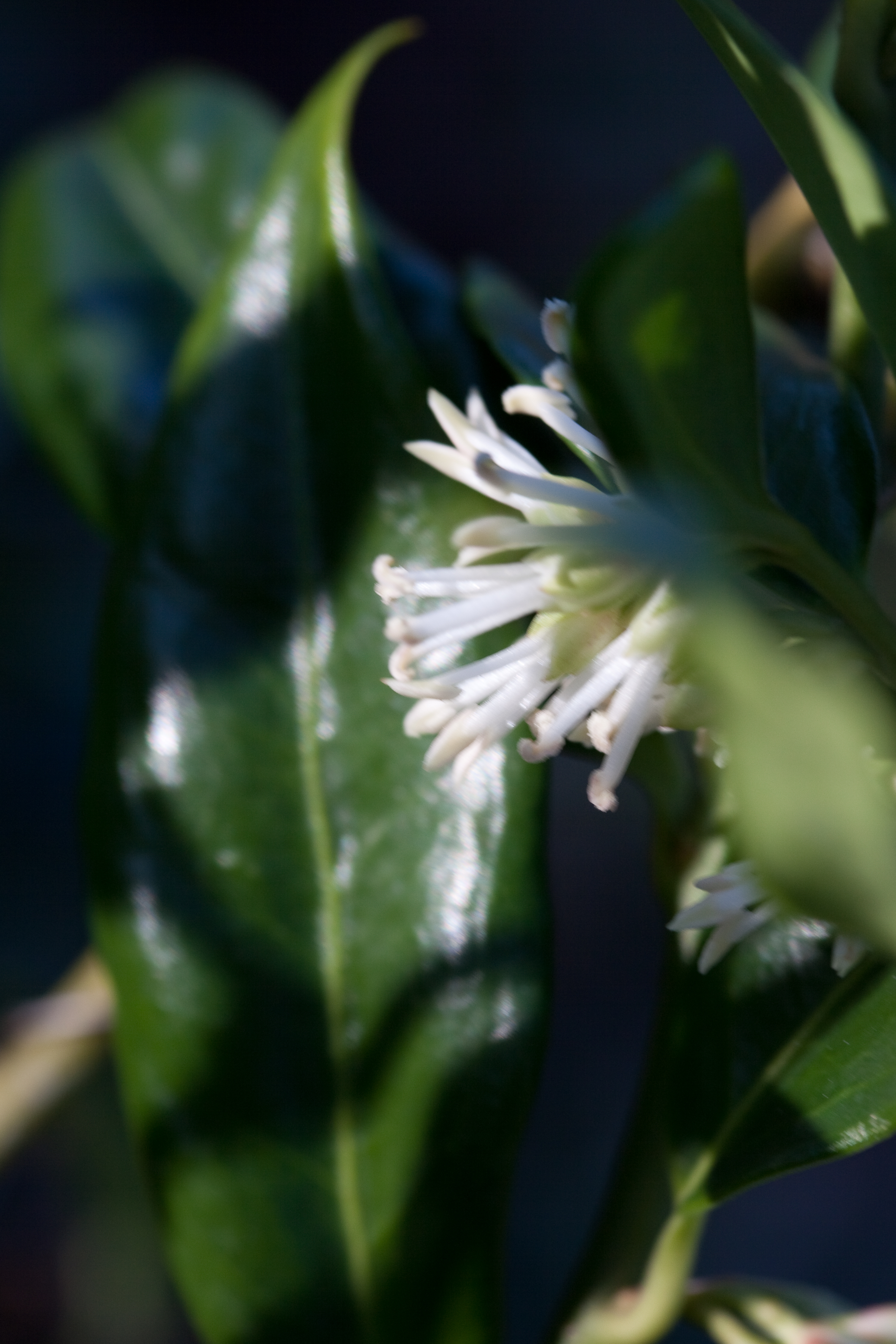
Fleurs
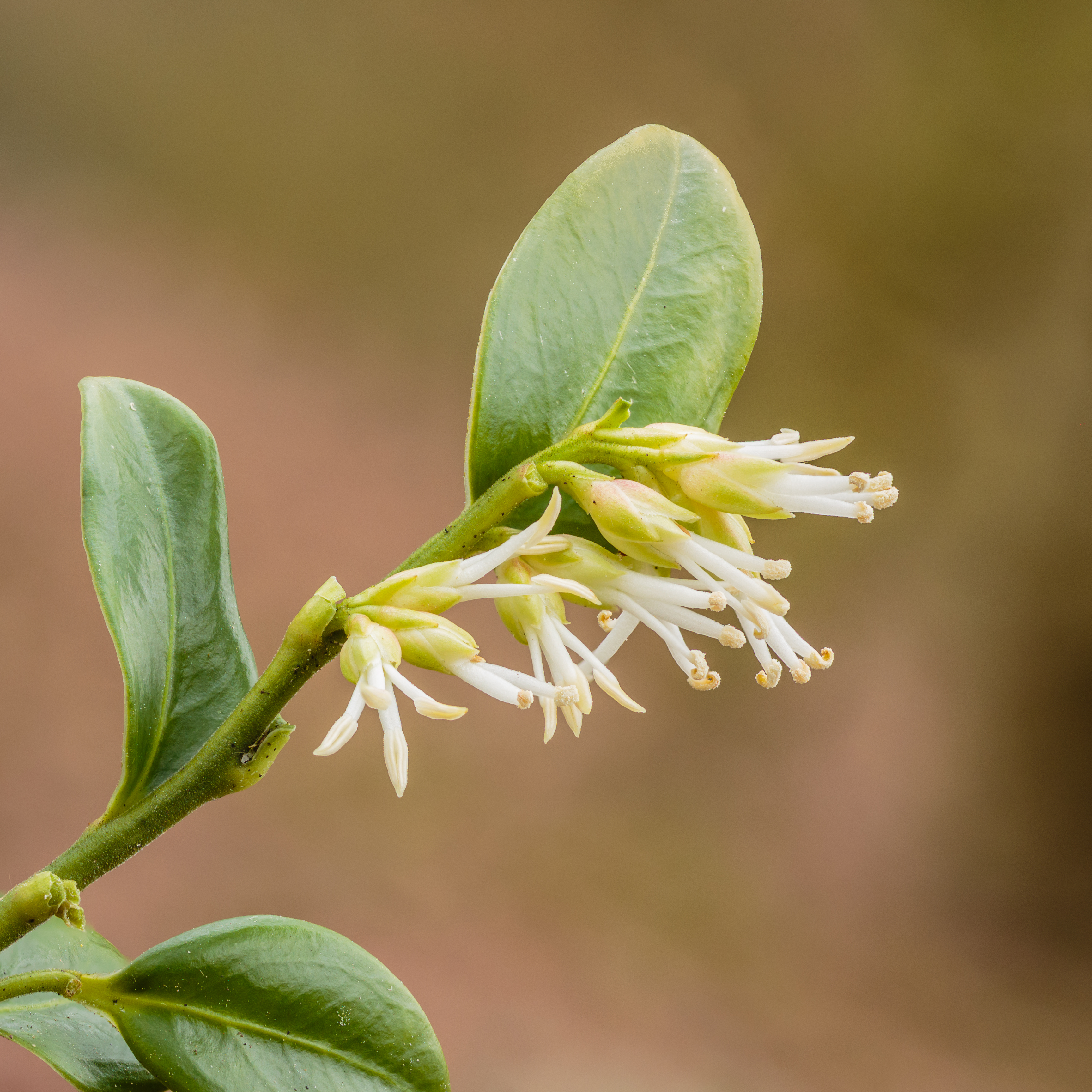
Fleurs
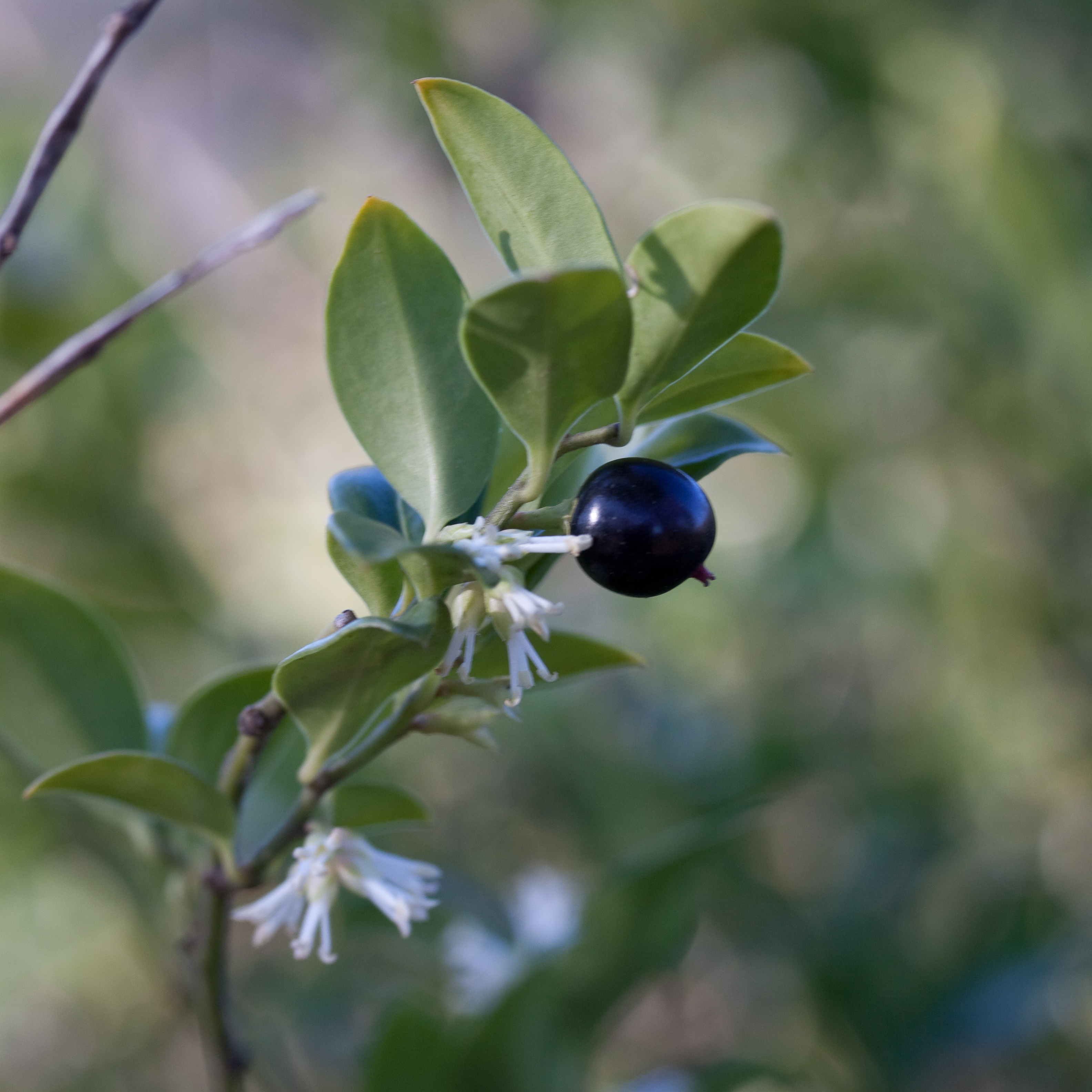
Fleurs et fruit
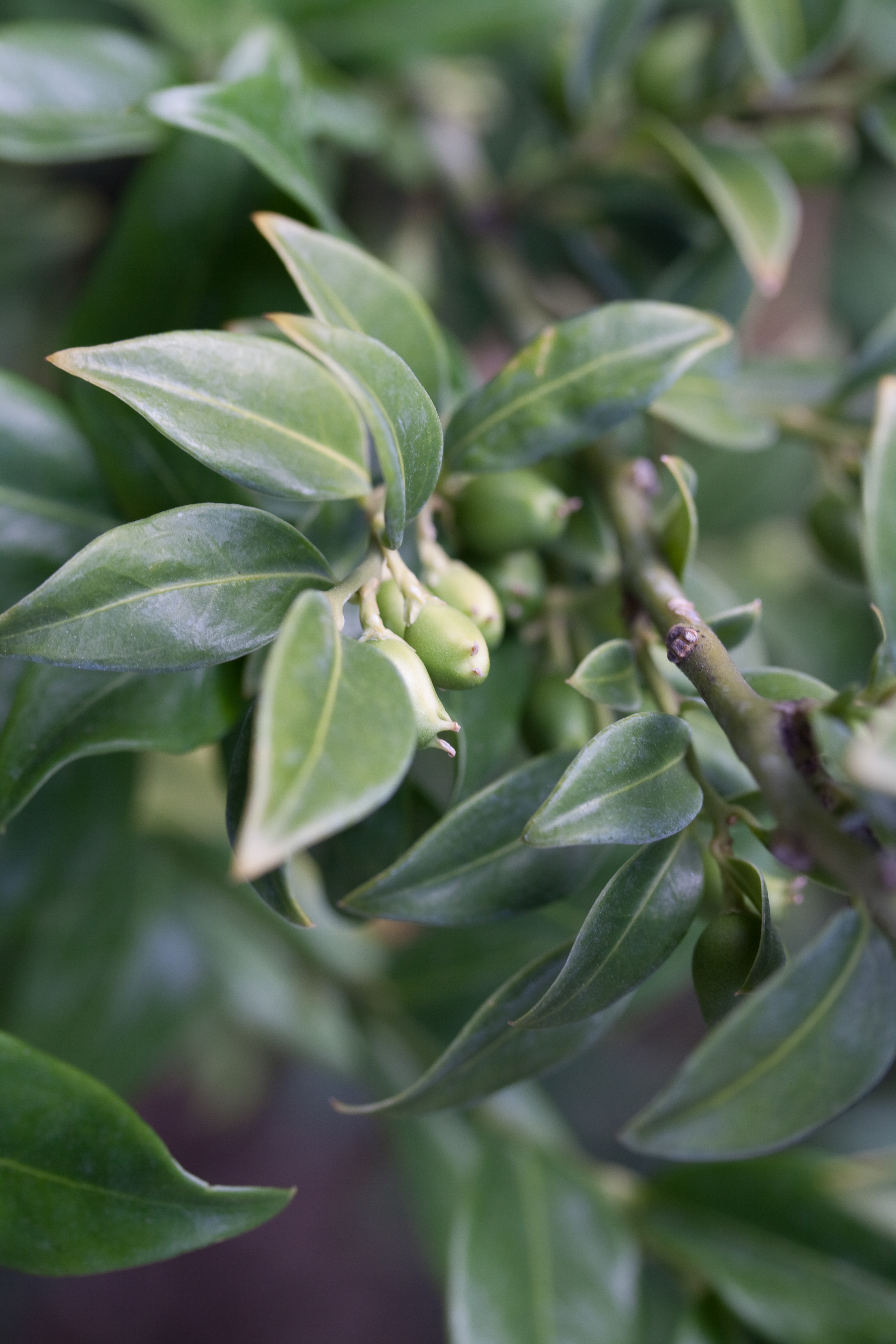
Jeunes fruits
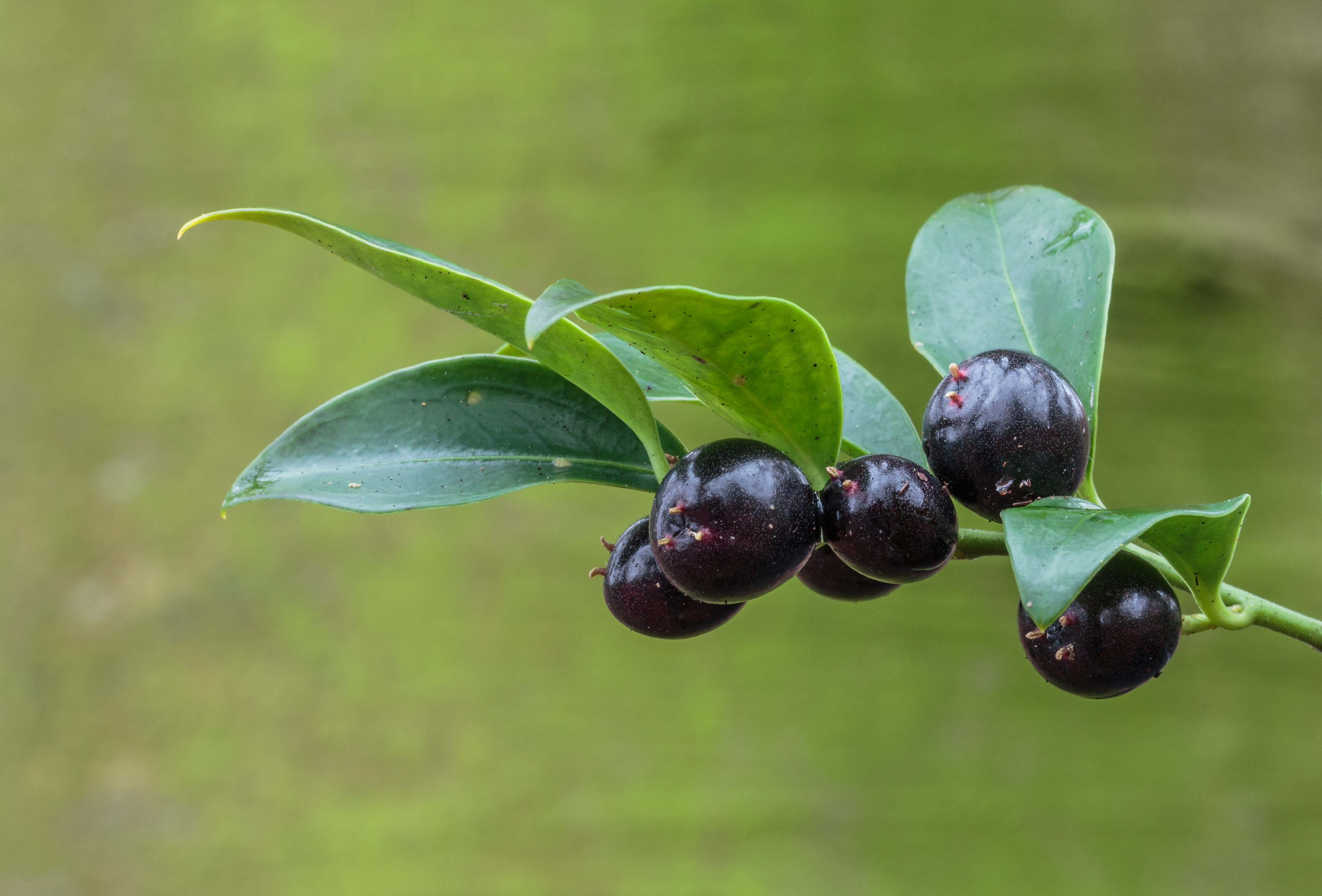
Fruits
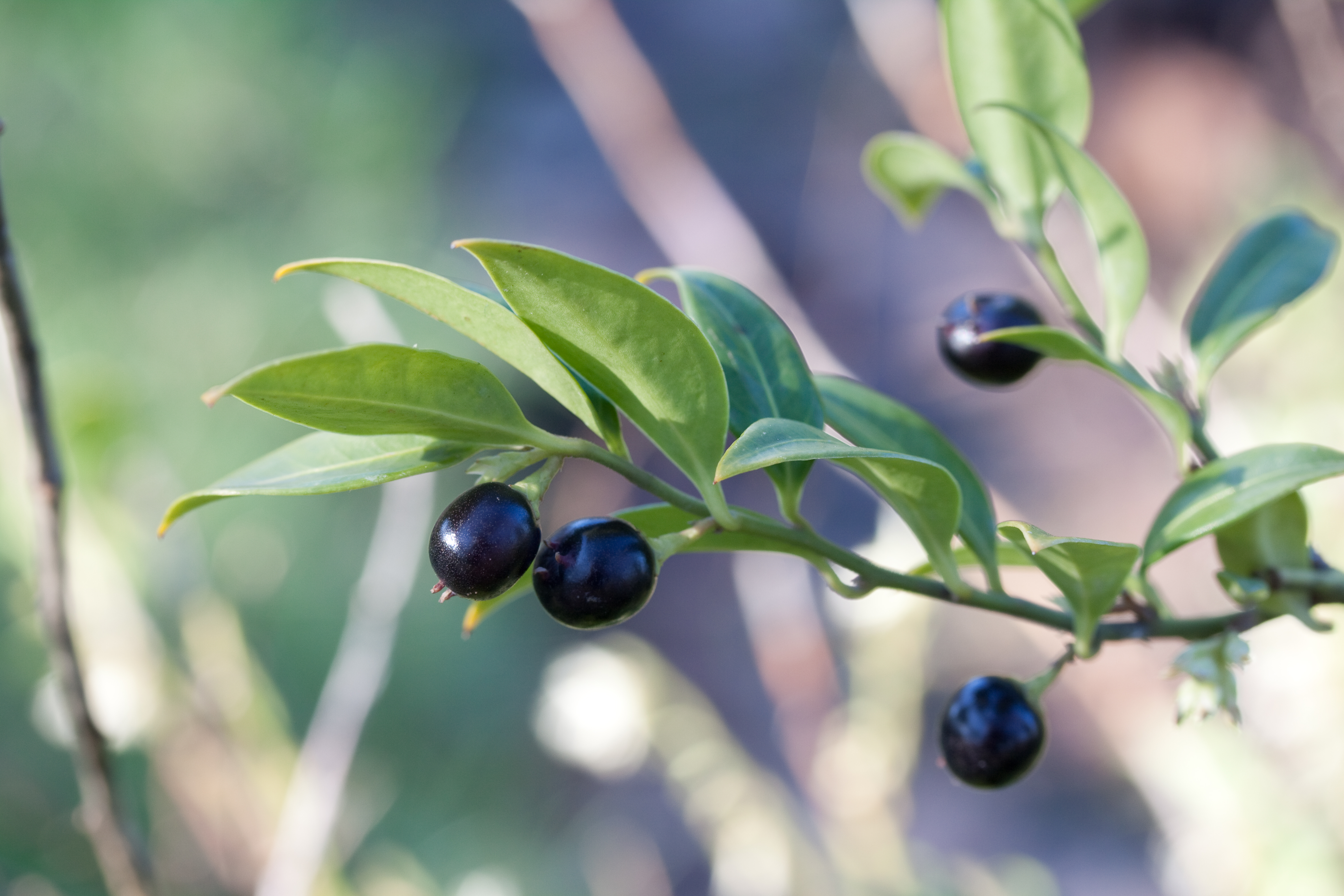
Fruits
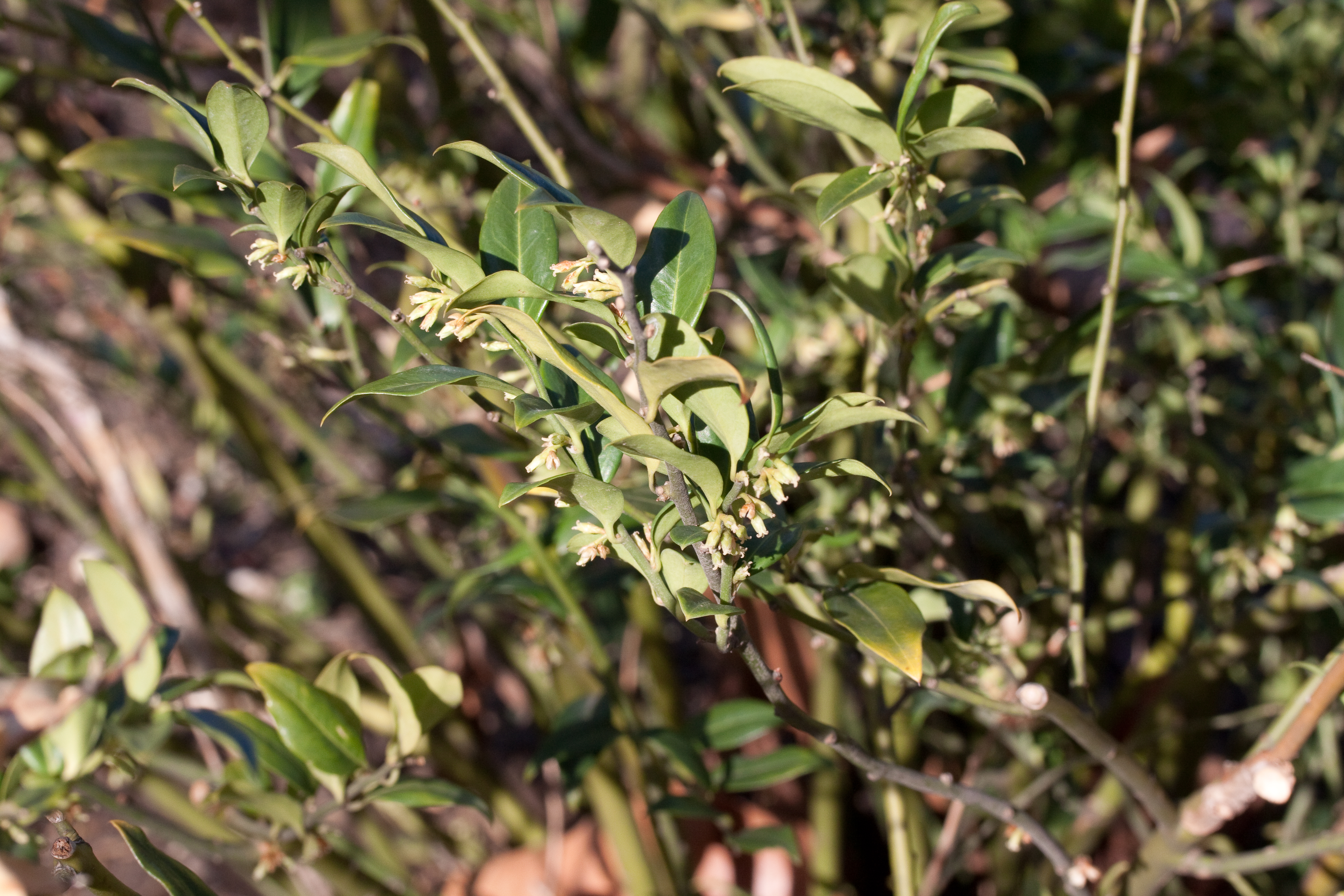
Fin de floraison
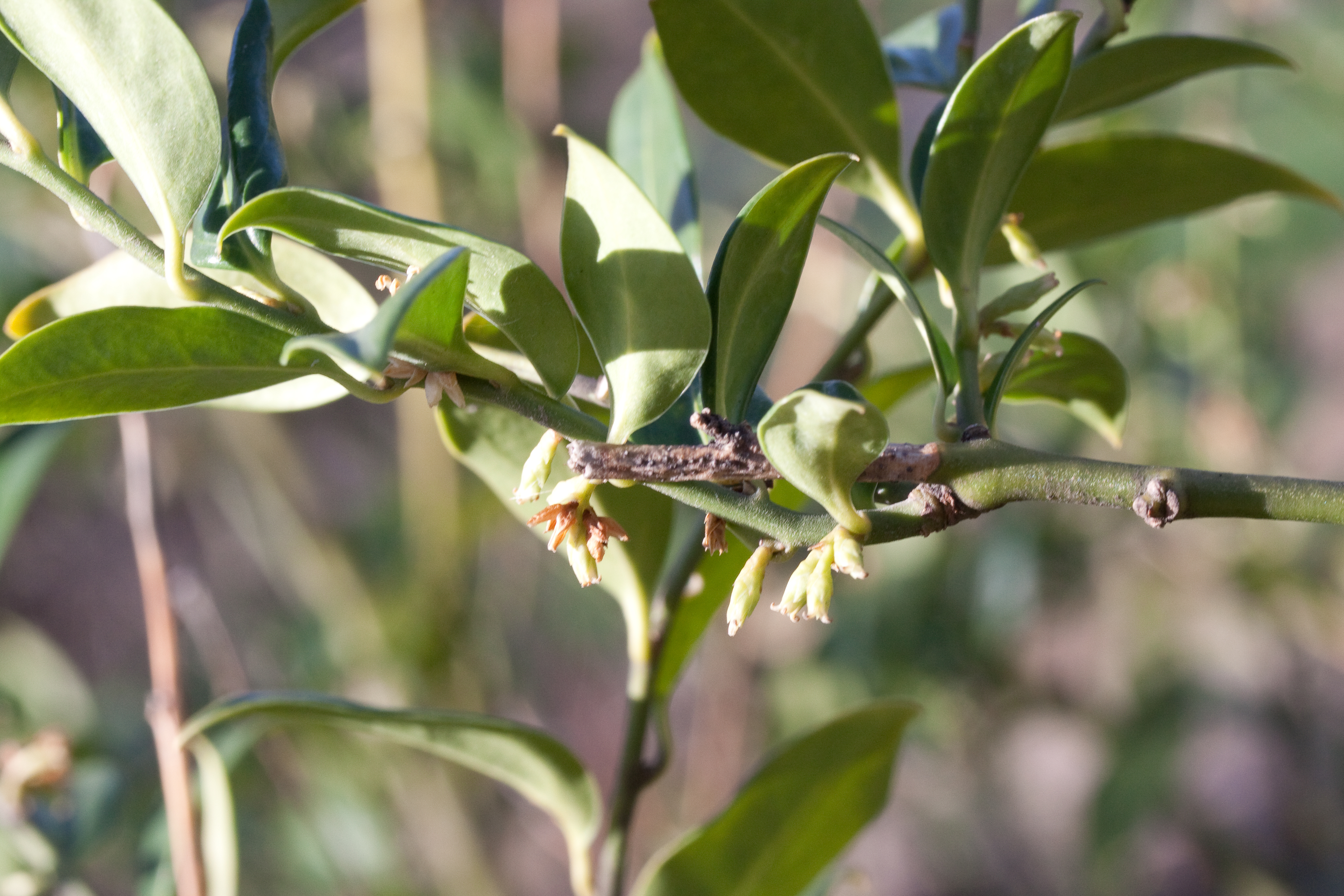
Fin de floraison